# Doryichthys heterosoma
Doryichthys heterosoma är en fiskart som först beskrevs av Pieter Bleeker 1851.  Doryichthys heterosoma ingår i släktet Doryichthys och familjen kantnålsfiskar. Inga underarter finns listade i Catalogue of Life.